# Rocksprings
För andra betydelser, se Rock Springs.
Rocksprings är administrativ huvudort i Edwards County i Texas. Enligt 2010 års folkräkning hade Rocksprings 1 182 invånare. Rocksprings har varit countyhuvudort sedan ortens grundande 1891.